# Миклашевський Іван Михайлович
Іван Михайлович Миклашевський  (д/н — пом. 26 лютого 1740) — український державний і військовий діяч часів Гетьманщини.

## Життєпис
Походив з впливового шляхетсько-старшинського роду Миклашевських. Старший син Михайла Миклашевського, стародубського полковника. Стосовно прізвища матері існують дискусії. За батьківськими універсалами володів селами Дем'янками, Привалівкою, Руховом.
1706 року втратив батька. Разом з братами Андрієм і Степаном брав участь у Полтавській битві 1709 року. Одружився з Євдокією, представницею козацько-старшинського роду Савичів.
1729 року стає бунчуковим товаришем в Стародубському полку. 1737 року придбав володіння у Мглинській сотні Стародубській полковій сотні. Помер 1740 року.

## Родина
Дружина — Євдокія, донька Василя Савича, лубенського полковника
Діти:
- Павло (1726—1773), бунчуковий товариш. був батьком Михайла Миклашевського,волинського і чернігівського губернатора